# Indiana (álbum de Jon McLaughlin)
La versión exclusiva de Amazon fue lanzada conteniendo dos bonus track y una versión en vivo de la canción "Industry".

## Lista de canciones
1. "Industry" – 4:01
2. "Beautiful Disaster" – 4:13
3. "Just Give It Time" – 3:45
4. "Already In" – 3:56
5. "For You from Me" – 3:35
6. "Human" – 4:14
7. "Indiana" – 3:49
8. "Anthem for American Teenagers" – 5:53
9. "People" – 3:46
10. "Amelia's Missing" – 2:48
11. "Praying to the Wrong God" – 4:08
12. "Perfect" – 4:22
13. "Until You Got Love" – 3:56

Amazon Exclusive Disc 2:
1. "Conversations"
2. "Throwing a Line"
3. "Industry" [live performance video]

## Listas de venta
| Lista (2007)                        | Posición | Ventas  |
| ----------------------------------- | -------- | ------- |
| U.S. Billboard 200                  | 81       | 15,000+ |
| U.S. Billboard Top Christian Albums | 5        | 15,000+ |